# Sainte-Opportune-du-Bosc
Pour les articles homonymes, voir Sainte-Opportune (homonymie).
Sainte-Opportune-du-Bosc est une commune française située dans le département de l'Eure, en région Normandie.

## Géographie

### Localisation
La commune de Sainte-Opportune-du-Bosc se situe au centre-ouest du département de l'Eure en région Normandie. Elle appartient à la campagne du Neubourg, région naturelle caractérisée par de grandes étendues de cultures créant un paysage très ouvert. Le territoire de la commune s'étend au nord-ouest de la ville du Neubourg, de part et d'autre d'une petite vallée sèche dans laquelle serpente la voie verte Évreux - Le Bec-Hellouin et qui est soulignée par une importante bande boisée. À vol d'oiseau, le bourg est à 5 km au nord-ouest du Neubourg, à 19 km au nord-est de Bernay, à 27,5 km au nord-ouest d'Évreux et à 35,5 km au sud-ouest de Rouen.
| La Neuville-du-Bosc |                          | Épégard                |
| Harcourt            | Sainte-Opportune-du-Bosc | Vitot Le Neubourg      |
| Thibouville         | Rouge-Perriers           | Villez-sur-le-Neubourg |

### Hydrographie
La commune est située dans le bassin Seine-Normandie. Elle n'est drainée par aucun cours d'eau,. Néanmoins six plans d'eau sont présents sur le territoire communal : la mare Cirée (0,01 ha), la mare au Prêtre (0,02 ha), la mare du Nid de Grue (0,11 ha), la mare Neuve (0,02 ha), le Coudrouze (0,02 ha) et l'Île (0,13 ha),.

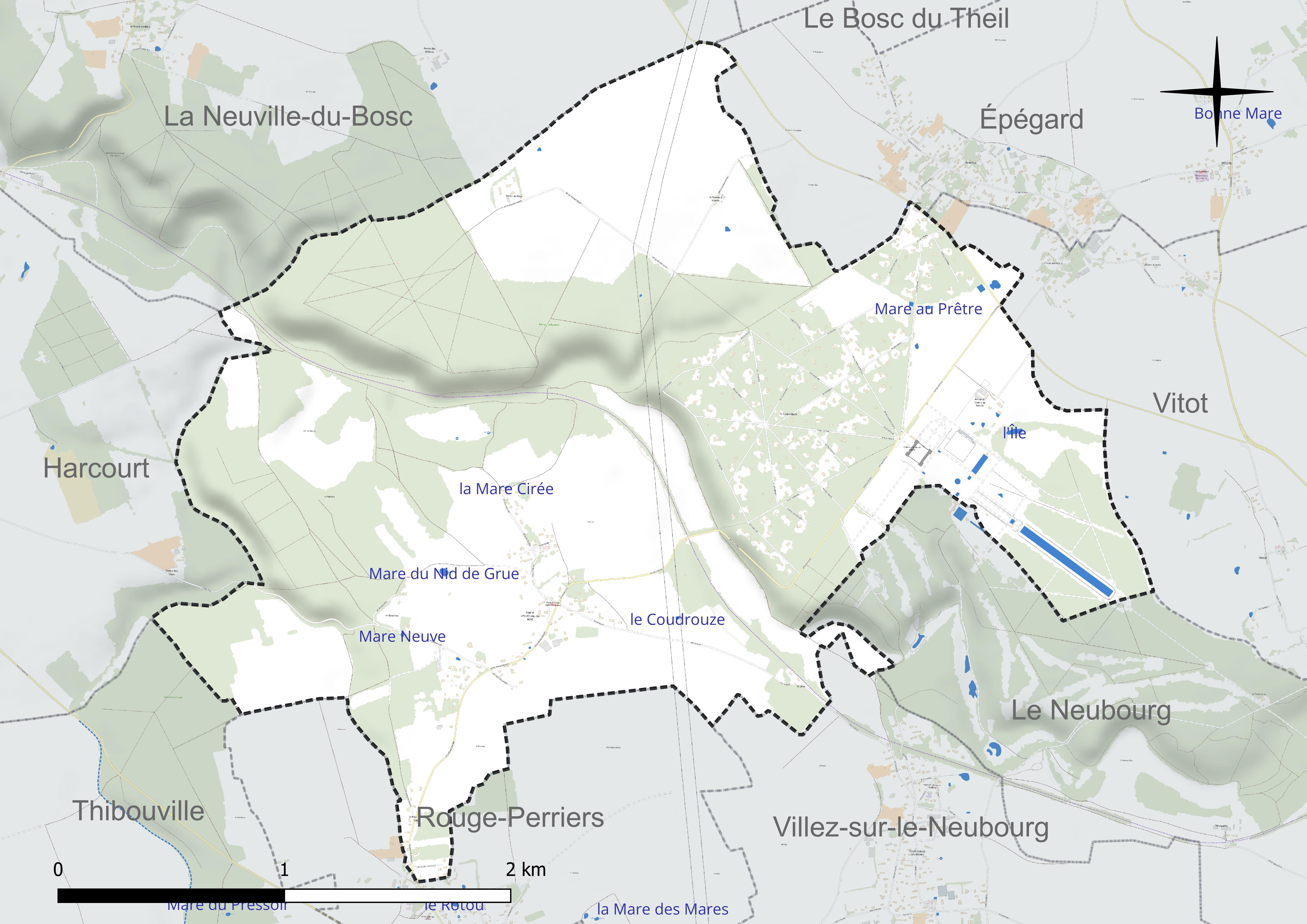
Réseau hydrographique de Sainte-Opportune-du-Bosc.

### Climat
Pour des articles plus généraux, voir Climat de la Normandie et Climat de l'Eure.
En 2010, le climat de la commune est de type climat océanique dégradé des plaines du Centre et du Nord, selon une étude du CNRS s'appuyant sur une série de données couvrant la période 1971-2000. En 2020, Météo-France publie une typologie des climats de la France métropolitaine dans laquelle la commune est exposée à un climat océanique et est dans la région climatique  Côtes de la Manche orientale, caractérisée par un faible ensoleillement (1 550 h/an) ; forte humidité de l’air (plus de 20 h/jour avec humidité relative > 80 % en hiver), vents forts fréquents. Parallèlement le GIEC normand, un groupe régional d’experts sur le climat, différencie quant à lui, dans une étude de 2020, trois grands types de climats pour la région Normandie, nuancés à une échelle plus fine par les facteurs géographiques locaux. La commune est, selon ce zonage, exposée à un « climat contrasté des collines », correspondant au Pays d’Auge, Lieuvin et Roumois, moins directement soumis aux flux océaniques et connaissant toutefois des précipitations assez marquées en raison des reliefs collinaires qui favorisent leur formation.
Pour la période 1971-2000, la température annuelle moyenne est de 10,2 °C, avec  une amplitude thermique annuelle de 13,7 °C. Le cumul annuel moyen de précipitations est de 735 mm, avec 12,2 jours de précipitations en janvier et 8,4 jours en juillet. Pour la période 1991-2020, la température moyenne annuelle observée sur la station météorologique la plus proche, située sur la commune de Brionne à 9 km à vol d'oiseau, est de 11,5 °C et le cumul annuel moyen de précipitations est de 791,7 mm,. Pour l'avenir, les paramètres climatiques de la commune estimés pour 2050 selon différents scénarios d’émission de gaz à effet de serre sont consultables sur un site dédié publié par Météo-France en novembre 2022.

## Urbanisme

### Typologie
Au 1er janvier 2024, Sainte-Opportune-du-Bosc est catégorisée bourg rural, selon la nouvelle grille communale de densité à 7 niveaux définie par l'Insee en 2022.
Elle est située hors unité urbaine. Par ailleurs la commune fait partie de l'aire d'attraction du Neubourg, dont elle est une commune de la couronne,. Cette aire, qui regroupe 13 communes, est catégorisée dans les aires de moins de 50 000 habitants,.

### Occupation des sols
L'occupation des sols de la commune, telle qu'elle ressort de la base de données européenne d’occupation biophysique des sols Corine Land Cover (CLC), est marquée par l'importance des territoires agricoles (43,5 % en 2018), en augmentation par rapport à 1990 (42,6 %). La répartition détaillée en 2018 est la suivante : 
forêts (38,8 %), terres arables (36,1 %), zones urbanisées (13,3 %), zones agricoles hétérogènes (7,4 %), espaces verts artificialisés, non agricoles (4,3 %). L'évolution de l’occupation des sols de la commune et de ses infrastructures peut être observée sur les différentes représentations cartographiques du territoire : la carte de Cassini (XVIIIe siècle), la carte d'état-major (1820-1866) et les cartes ou photos aériennes de l'IGN pour la période actuelle (1950 à aujourd'hui).

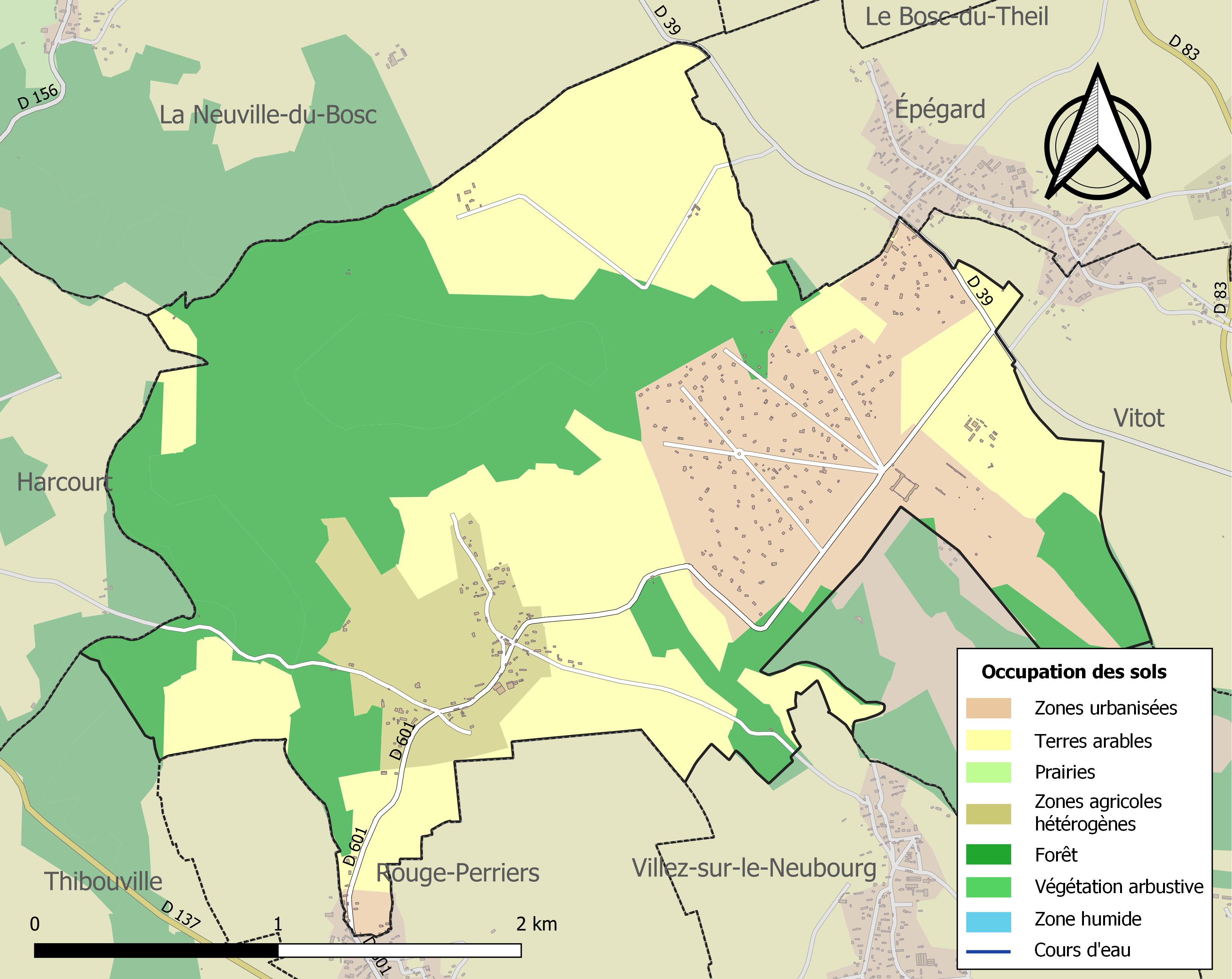
Carte des infrastructures et de l'occupation des sols de la commune en 2018 (CLC).

## Toponymie
L'hagiotoponyme de la localité est attesté sous la forme Sancta Opportuna de Bosco (1er pouillé d’Évreux) au XIIIe siècle, Sancta Oportuna juxta Novum Burgum en 1211 (charte de Luc, évêque d’Évreux), Sainte-Opportune-du-Bosc-Guérard en 1840 (Gadebled).
La paroisse est dédiée à Sainte Opportune, née à Exmes vers 720 près d'Argentan qui était abbesse de Monastériolum situé pense-t-on à  Montreuil-la-Cambe.
Bosc est la forme régionale de "bois" (petite forêt). La commune s'étend de part et d'autre d'une petite vallée sèche et qui est soulignée par une importante bande boisée.

## Histoire
En 1651, Alexandre de Créqui prend la décision de se construire un château aujourd'hui nommé château du Champ de Bataille que fréquentent les visiteurs de tous horizons.

## Politique et administration
| Période                                  | Période   | Identité      | Étiquette      | Qualité                             |
| ---------------------------------------- | --------- | ------------- | -------------- | ----------------------------------- |
| mars 2001                                | mars 2014 | Simone Pimont |                | Retraitée                           |
| mars 2014                                | En cours  | Jérôme Hénon  | Sans étiquette | Inspecteur de l'Education Nationale |
| Les données manquantes sont à compléter. |           |               |                |                                     |

## Démographie
L'évolution du nombre d'habitants est connue à travers les recensements de la population effectués dans la commune depuis 1793. Pour les communes de moins de 10 000 habitants, une enquête de recensement portant sur toute la population est réalisée tous les cinq ans, les populations de référence des années intermédiaires étant quant à elles estimées par interpolation ou extrapolation. Pour la commune, le premier recensement exhaustif entrant dans le cadre du nouveau dispositif a été réalisé en 2008.

En 2022, la commune comptait 636 habitants, en évolution de −3,05 % par rapport à 2016 (Eure : −0,25 %, France hors Mayotte : +2,11 %).
| 1793 | 1800 | 1806 | 1821 | 1831 | 1836 | 1841 | 1846 | 1851 |
| ---- | ---- | ---- | ---- | ---- | ---- | ---- | ---- | ---- |
| 272  | 254  | 288  | 313  | 308  | 295  | 314  | 274  | 280  |

| 1856 | 1861 | 1866 | 1872 | 1876 | 1881 | 1886 | 1891 | 1896 |
| ---- | ---- | ---- | ---- | ---- | ---- | ---- | ---- | ---- |
| 274  | 284  | 250  | 244  | 240  | 286  | 203  | 200  | 221  |

| 1901 | 1906 | 1911 | 1921 | 1926 | 1931 | 1936 | 1946 | 1954 |
| ---- | ---- | ---- | ---- | ---- | ---- | ---- | ---- | ---- |
| 100  | 184  | 165  | 152  | 149  | 136  | 133  | 146  | 149  |

| 1962 | 1968 | 1975 | 1982 | 1990 | 1999 | 2006 | 2008 | 2013 |
| ---- | ---- | ---- | ---- | ---- | ---- | ---- | ---- | ---- |
| 148  | 145  | 141  | 192  | 278  | 334  | 563  | 628  | 668  |

| 2018 | 2022 | - | - | - | - | - | - | - |
| ---- | ---- | - | - | - | - | - | - | - |
| 641  | 636  | - | - | - | - | - | - | - |

## Culture locale et patrimoine

### Lieux et  monuments

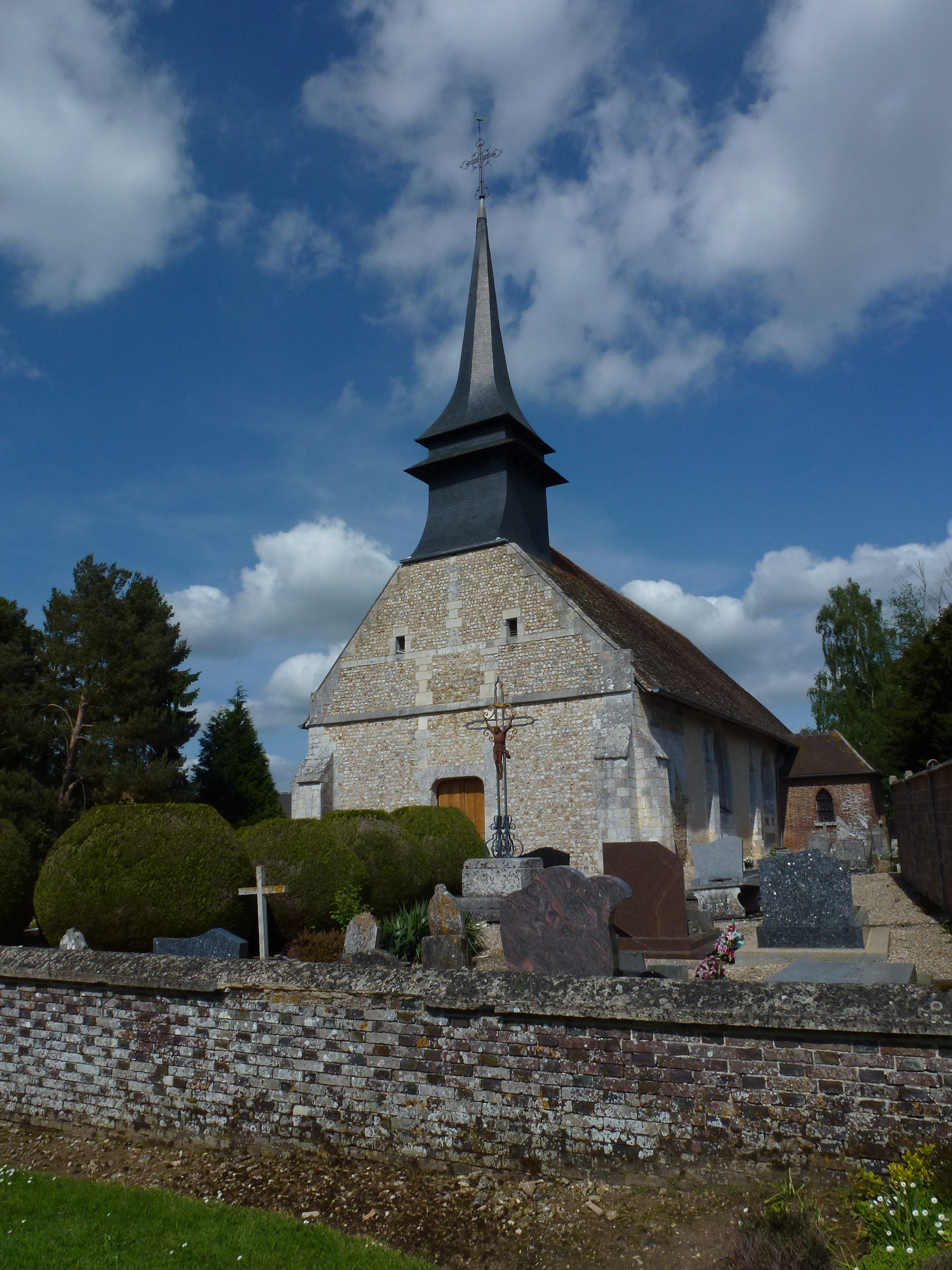
L'église Sainte-Opportune.

Sainte-Opportune-du-Bosc compte deux édifices classés ou inscrits au titre des monuments historiques :
- le château du Champ-de-Bataille (XVIIe et XVIIIe),  Classé MH (1952),  Classé MH (1971),  Inscrit MH (1995) et  Classé MH (1995)[29] ;
- la chapelle Saint-Lubin du Bosc (XIIe),  Inscrit MH (1934)[30].

Par ailleurs, sont inscrits à l'inventaire général du patrimoine culturel :
- l'église Sainte-Opportune (XIIe et XVIe)[31] ;
- le parc du château de Champ-de-Bataille (XVIIe, XXe et XXIe)[32] ;
- un manoir des XVIIe et XVIIIe siècles[33] ;
- un prieuré de chanoines réguliers des XIIe et XVIIIe siècles[34]. Dépendance du prieuré Saint-Lô et Saint-Eustache. La chapelle Saint-Lubin en est un vestige.

La statue du monument aux morts est due à Eugène Piron.

### Patrimoine naturel

#### ZNIEFF de type 2
- La vallée de la Risle de Brionne à Pont-Audemer, la forêt de Montfort[35].

#### Sites inscrits
- L’avenue d'arbres qui relie le château du Champ-de-Bataille à la ville du Neubourg,  Site inscrit (1934)[36] ;
- Les abords du château du Champ-de-Bataille en ce qui concerne les immeubles bâtis (sont visés les façades, élévations et toitures),  Site inscrit (1942)[37].

### Personnalités liées à la commune
- Jacques Garcia